# Rudolf von Pommer-Esche
Rudolf Hermann Moritz Robert von Pommer Esche (* 28. Juli 1872 in Berlin; † 29. Oktober 1952 in Murnau) war ein deutscher Verwaltungsjurist.

## Familie
Rudolf von Pommer-Esche entstammte der alten vorpommernschen Familie Pommer Esche und war der Sohn von Albert von Pommer Esche (1837–1903).

## Leben
Rudolf von Pommer-Esche besuchte das Evangelisch Stiftische Gymnasium Gütersloh, wo er 1893 auch die Reifeprüfung ablegte. Er studierte Rechtswissenschaften in Göttingen, wo er Mitglied des Corps Saxonia war. Er schlug nach Beendigung seiner Studien die Verwaltungslaufbahn ein. 1908/09 war er Mitarbeiter im Reichsschatzamt und Protokollführer in der Kommission des Reichstages zur Durchführung der Reichsfinanzreform. Von 1910 bis 1916 war Landrat des Kreises Grätz in der Provinz Posen, von 1917 bis 1920 Landrat des Kreises Nordhausen. In dieser Funktion wurde er am 14. Dezember 1917 Mitglied des Kuratoriums der Johanniter-Heilstätte Sorge im Harz. Er bekleidete dieses Amt bis zum 25. Juni 1920. Von 1920 bis 1934 arbeitete er beim Landesfinanzamt in Kassel. Seinen Ruhestand verbrachte er in Murnau in Oberbayern.